# Parastagmatoptera vitrepennis
Parastagmatoptera vitrepennis är en bönsyrseart som beskrevs av Bruner 1906. Parastagmatoptera vitrepennis ingår i släktet Parastagmatoptera och familjen Mantidae. Inga underarter finns listade i Catalogue of Life.